# Classificador

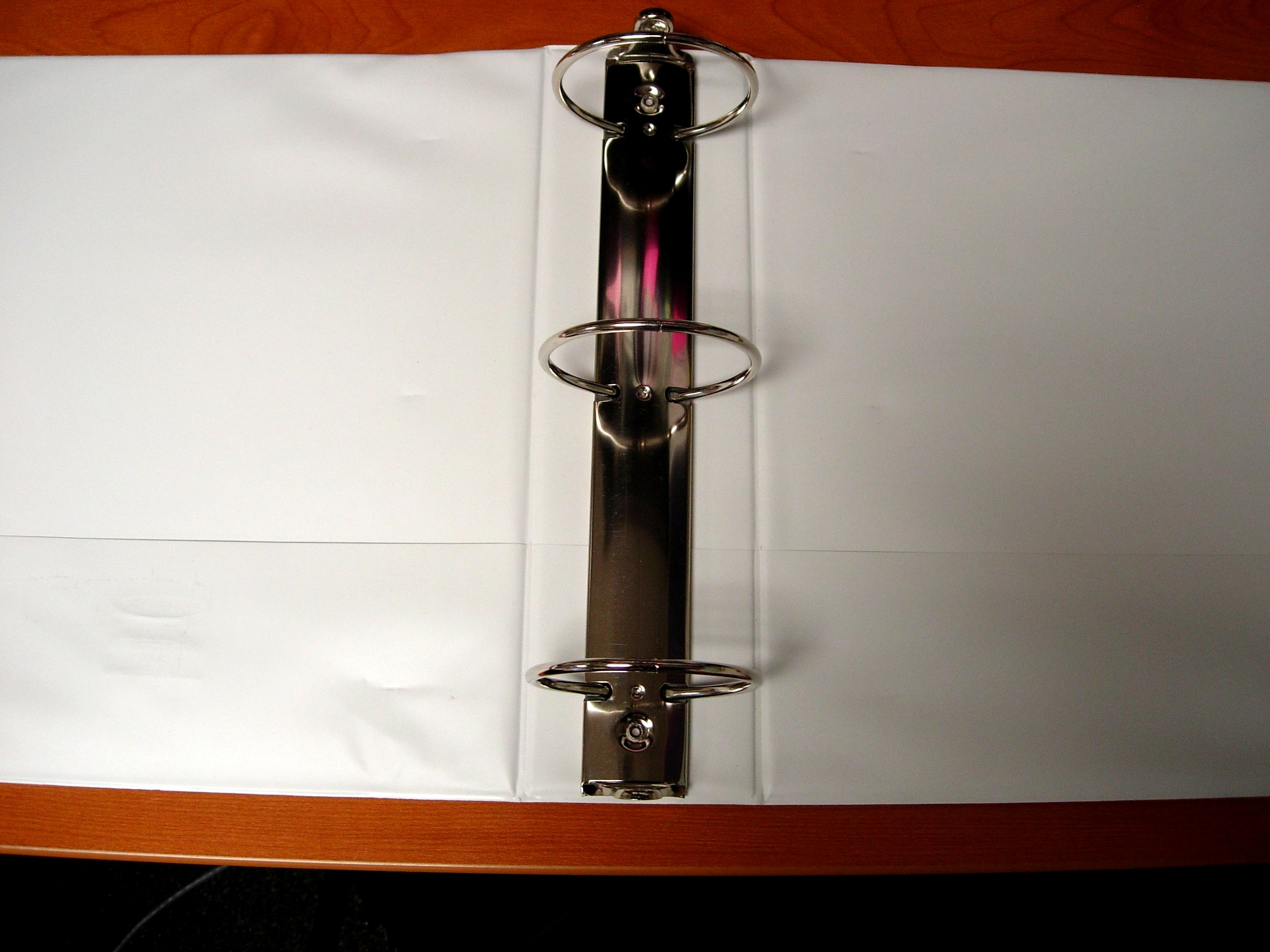
Classificador de tres anelles

Els classificadors, triadors o triadores són carpetes en les quals les fulles de paper perforats es poden guardar per mitjà d'abraçadores que s'introdueixen en els ullets, ullals, traus o orificis en el paper. Aquests suports actuen generalment per mitjà de molls. Sovint són circulars (alguns formen anells en forma de D, uns altres són realment barres), i poden tenir sistemes de travatge addicionals.
Les carpetes existeixen en moltes grandàries estàndard en funció de la capacitat i la talla del paper. La major part dels països utilitzen un sistema de dos o quatre traus per a sostenir les fulles A4. El més comú al Canadà i Estats Units és un sistema de tres anelles per a les pàgines de la grandària carta (8½" el × el 11"). Un full de paper estàndard de 8½"× 11" té tres traus amb espaiament de 4¼ ". El sistema d'arc de palanca és particularment útil per a grans quantitats de paper. Moltes agendes personals i llibres de memoràndum utilitzen un sistema de sis o set orificis, incloent-hi el Filofax, el planificador Franklin de FranklinCovey i el Day-trimmer.
La majoria de les cobertes de les carpetes es fan en tres parts, a la manera d'un llibre de tapes dures, però es produeixen en molts estils. Els materials de fabricació varien enormement. Algunes carpetes de vinil tenen una butxaca transparent a l'exterior per a introduir la pàgina de portada i moltes tenen butxaques en la coberta interna per a ficar-hi els papers solts, les targetes de visita, els discos compactes, etc. Hi ha també les carpetes amb cremallera, que tanquen la carpeta cap amunt i impedeixen als papers de caure cap a fora.

## Història
L'alemany Friedrich Soennecken va inventar les carpetes d'anell en 1886 en Bonn, Alemanya. Friedrich Soennecken va fer també la seua patent de novembre el 14 de 1886 per al seu Papierlocher für Sammelmappen (perforador de forats per a fulls de paper). L'alemany Louis Leitz, fundador de l'empresa alemanya Leitz va realitzar més endavant alguns canvis importants en el desenvolupament dels classificadors a Stuttgart-Feuerbach. Leitz va introduir l'orifici en el costat del document. Els 2 forats tenen una separació de 80 mil·límetres, segons la norma ISO 838. La versió de 4 ullets no respon a cap estàndard d'ISO. Les distàncies són 80 mm, 80 mm i 80 mm.
Un altre disseny per a classificadors va ser inventat en 1889 per Andreas Tengwall en Helsingborg, Suècia i patentat el 1890 sota el nom de la carpeta Trio, anomenada a partir d'un consorci de negocis de Tengwall i dos associats. El disseny de Tengwall utilitza quatre anells, dos en cada costat de manera que tanquen a manera de forqueta. La col·locació del forat de la carpeta Trio de Tengwall encara s'utilitza com a estàndard de facto per a carpetes amb forats a Suècia sota el nom de triohålning. Aquests forats estan separats 21, 70 i 21 mil·límetres.

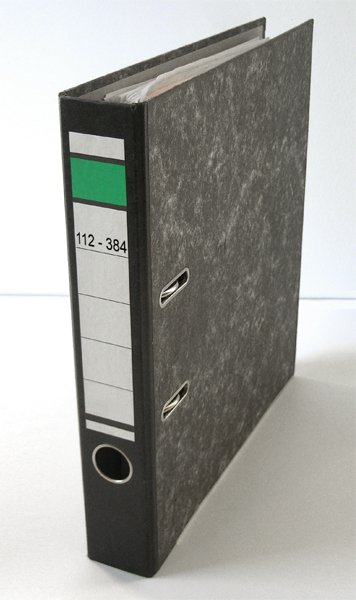
Aparença exterior de Paper card index divider
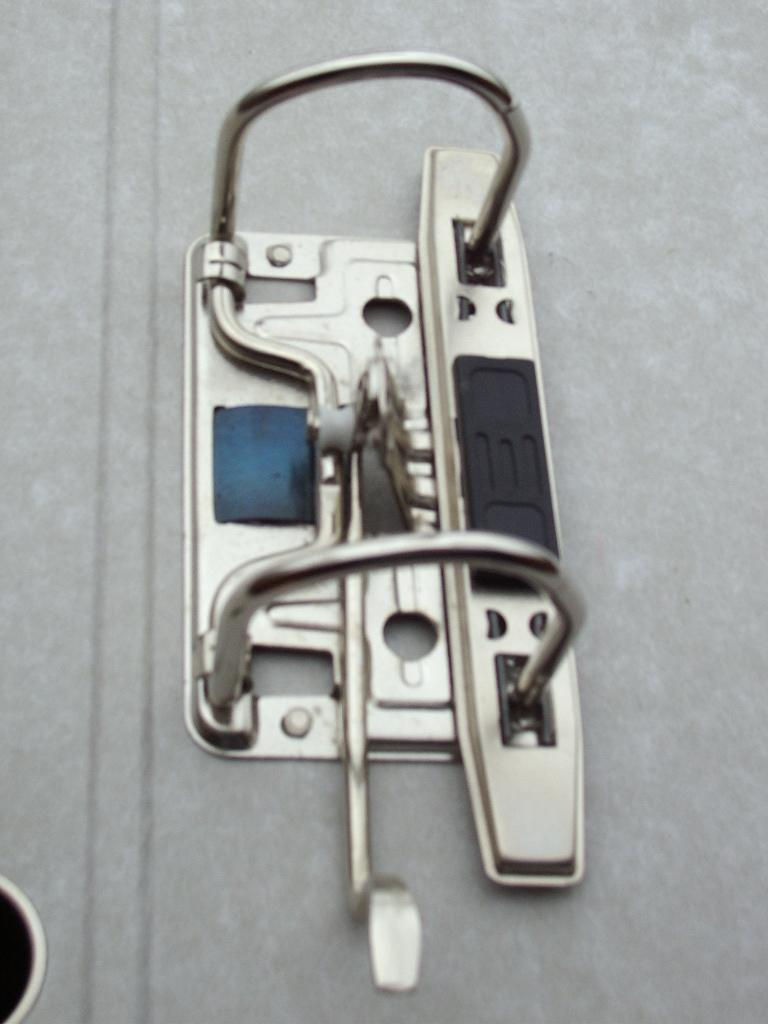
Tancament de dos anells per sistema de palanca
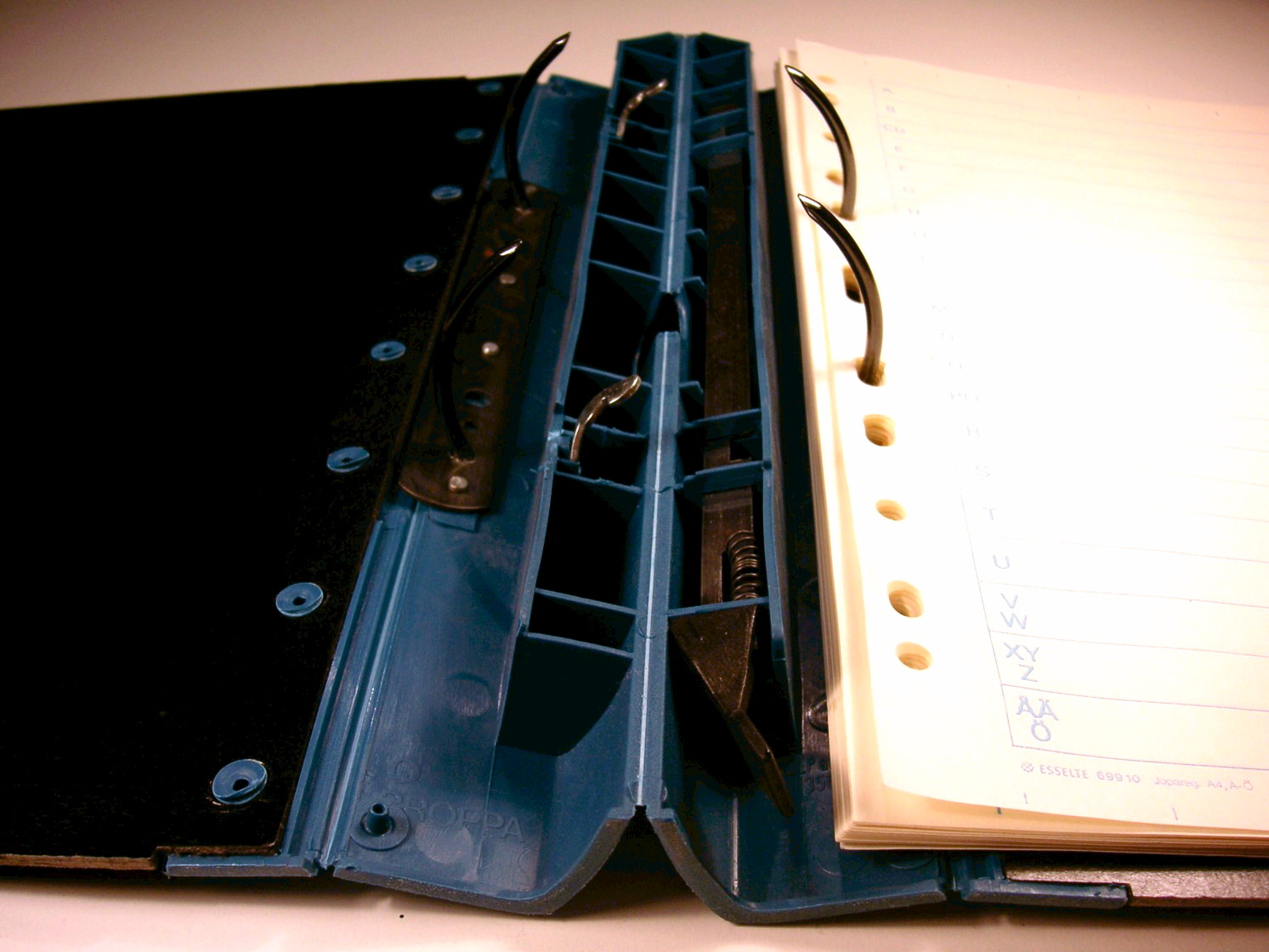
Classificador Tengwall de quatre punts